# Joachim Niemeyer
Joachim Niemeyer (* 27. Dezember 1940 in Hamburg; † 5. Februar 2022 in Baden-Baden) war ein deutscher Jurist und Militärhistoriker. Er war Leiter des Wehrgeschichtlichen Museums Rastatt.

## Leben
Niemeyer wurde als Sohn eines Rittmeisters und seiner Frau geboren. Er absolvierte 1963 sein Abitur am Gymnasium Herderschule in Lüneburg und leistete zwei Jahre Wehrdienst bei der Bundeswehr.
Danach studierte er Rechtswissenschaften sowie Geschichte, Politische Wissenschaften und Soziologie an der Albert-Ludwigs-Universität Freiburg und der Freien Universität Berlin. 1970 legte er das erste juristische Staatsexamen ab.
Im Anschluss studierte er Geschichte und Politikwissenschaft an der Westfälischen Wilhelms-Universität in Münster. Von 1973 bis 1976 war er Forschungsassistent der Deutschen Forschungsgemeinschaft (DFG) am Lehrstuhl für Militärgeschichte von Werner Hahlweg. 1978 wurde er dann an der Philosophischen Fakultät mit der Dissertation Das österreichische Militärwesen im Umbruch. Untersuchungen zum Kriegsbild zwischen 1830 und 1866 zum Dr. phil. promoviert.
Von 1995 bis 2003 war er als erster Zivilist Leiter (Direktor und Geschäftsführer) des Wehrgeschichtlichen Museums (WGM) im Residenzschloss in Rastatt. Bis 2015 war er zweiter Vorsitzender des Fördervereins Vereinigung der Freunde des Wehrgeschichtlichen Museums Schloß Rastatt e.V. Darüber hinaus war er von 1998 bis 2002 Vorsitzender der Deutschen Gesellschaft für Heereskunde.

## Schriften (Auswahl)

### Monografien
- Das österreichische Militärwesen im Umbruch. Untersuchungen zum Kriegsbild zwischen 1830 und 1866 (= Studien zur Militärgeschichte, Militärwissenschaft und Konfliktsforschung, Band 23). Biblio-Verlag, Osnabrück 1979, ISBN 3-7648-1189-7.

### Herausgeberschaften
- mit Georg Ortenburg: Die chur-braunschweig-lüneburgische Armee im Siebenjährigen Kriege. Das „Gmundener Prachtwerk“. Vogel, Beckum 1976.
- mit Georg Ortenburg: Die Hannoversche Armee 1780–1803. Das „Gmundener Prachtwerk“. Teil II. Vogel, Beckum 1981.
- Scharnhorst-Briefe an Friedrich von der Decken. Dümmler, Bonn 1987, ISBN 3-427-82071-8.
- mit Bernhard R. Kroener: Hans Bleckwenn: Altpreußische Offiziersporträts. Studien aus dem Nachlaß. Im Auftrag des Militärgeschichtlichen Forschungsamtes. Osnabrück 2000, Biblio-Verlag, ISBN 3-7648-2584-7.
- mit Christoph Rehm: Das Wehrgeschichtliche Museum Rastatt. Militärgeschichte in Baden-Württemberg. Begleitband zur Dauerausstellung im Wehrgeschichtlichen Museum Schloss Rastatt. Vereinigung der Freunde des Wehrgeschichtlichen Museums Schloß Rastatt, Rastatt 2009, ISBN 3-9810460-4-8.

### Vorworte
- Militärische Gesellschaft (Hrsg.): Denkwürdigkeiten der Militärischen Gesellschaft zu Berlin. 5 Bände, Neudruck, Biblio-Verlag, Osnabrück 1985, ISBN 3-7648-0848-9.